# 13. дивизија ПВО
13. дивизија ПВО (13. д ПВО) била је дивизија противваздушне одбране Југословенске народне армије. Формирана је 20. јануара 1968. са командом у Скопљу. Није успела да се развије у јединицу јачине осталих дивизија противваздушне одбране. Расформирана, према наредби од 14. септембра 1972, у току 1973, а њену улогу преузела 83. авио-бригада.

## Организација
У току свог постојања, дивизија је првобитно била самостална, те је касније потчињена 1. ваздухопловном корпусу.

### Потчињене јединице
У њеном саставу су се налазили 1 ловачка пук, 1 батаљон ВОЈИН и мање јединице.
Авијацијске јединице
- 83. ловачки авијацијски пук

Јединице ВОЈИН
- 3. пук ВОЈИН

## Команданти дивизије
- Исмет Куленовић